# Laura Maria Schmiedte
Laura Maria Schmiedte, född 22 oktober 1833 i Stockholm, död 8 februari 1900 i Kristdala, Kalmar län, var en svensk målare och teckningslärare.
Hon var dotter till bryggaren Clas Axel Schmiedte och Christina Maria Lindskog. Efter studier vid Konstakademien i Stockholm arbetade Schmiedte från 1870 som teckningslärare vid Gävle högre allmänna läroverk. Vid sidan av sitt arbete var hon verksam som konstnär.   